# Första slaget vid Panipat
Första slaget vid Panipat stod 21 april 1526 vid byn Panipat i nordvästra Indien mellan Baburs trupper och Delhisultanatets armé. Babur vann och därmed föll Delhisultanatet. 

## Stridande parter
Den turkmongoliske härföraren Babur, en ättling till Timur Lenk, slog då den indoafghanske delhisultanen Ibrahim Lodhi. Delhisultanatets trupper om mellan 50 000 och 100 000 man stod mot Baburs 12 000 man, men Babur hade också 15-20 kanoner, medan de indiska trupper inte alls höll artilleri.

## Slagets förlopp
Slaget inleddes vid klockan sex på morgonen genom att Ibrahim Lodhi hastigt ryckte framåt. På ett avstånd av 400 meter öppnade så Baburs kanoner eld, vilket fick det indoafghanska anfallet att stanna av. Babur tog detta tillfälle i akt, och angrep samtidigt på både höger- och vänsterflanken med sitt infanteri, som besköt den indoafghanska hären med sina särpräglade turkmongoliska pilbågar. Ibrahim Lodhi befann sig under denna tid, tillsammans med 6 000 av sina trupper, i strid beskjutna från tre håll, medan större delen av hans väldig armé, till följd av undermålig taktik och befälsföring, befann sig ända upp till halvannan kilometer från slagplatsen. Efter tre timmars strid föll härföraren Ibrahim Lodhi och hans armé gav upp.

## Förluster och utgång
Medan indoafghanerna förlorade 20 000 man på slagfältet var de turkmongoliska förlusterna 4 000 man. Hade Ibrahim Lodhi överlevt ytterligare en timme hade han sannolikt vunnit, eftersom Baburs armé sakta förblödde i brist på reserver. Nu föll delhisultanatet till följd av slaget, och Stora moguls rike trädde i dess ställe på den indiska halvön. Första slaget vid Panipat var i militärhistoriskt hänseende viktigt genom att vara det sista stora slag på indiska halvön som inte avgjordes av eldvapen.